# Silverstein

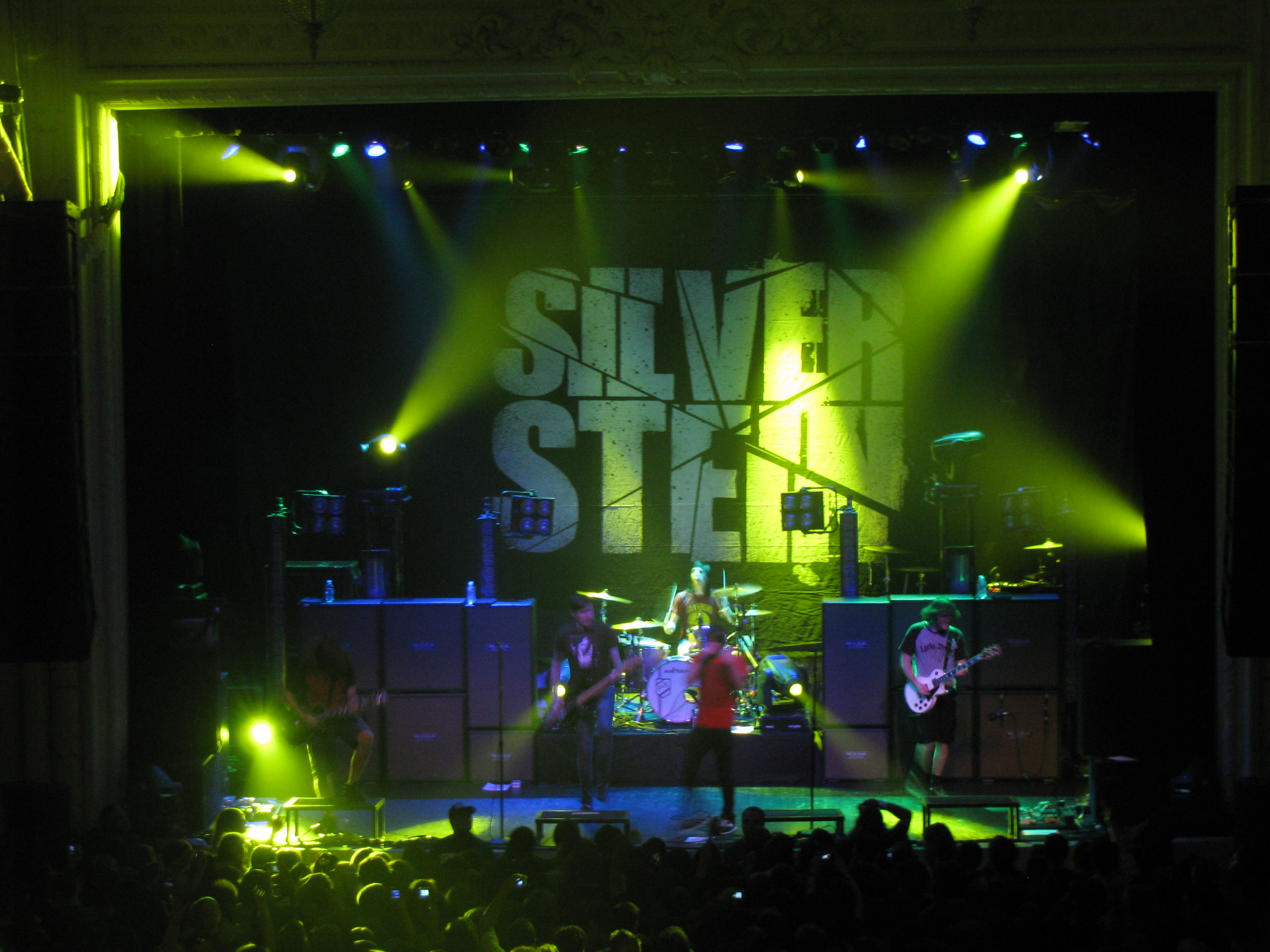
Silverstein 2008

Silverstein es una banda musical canadiense de post-hardcore, conformada por Shane Told (voces, teclados), Paul Marc Rousseau (guitarra), Josh Bradford (guitarra), Billy Hamilton (bajo) y Paul Koehler (batería). Fue formada en Burlington, Ontario. Su nombre corresponde al autor de literatura infantil Shel Silverstein.

## Historia

### Inicios
La banda se formó en el 2000. Ese mismo año lanzó su primer EP Summer's Stellar Gaze en agosto. El sonido era reminiscente del Emo de los 90', con énfasis en los crescendos melódicos, y una voz menos trabajada. Más tarde con el lanzamiento de su segundo EP When the Shadows Beam en abril de 2002, la banda abandonaría ese sonido, en favor de uno más cercano a guitarras melódicas e intercaladas (ya popularizado por Alexisonfire), y una voz mucho más producida, tanto en el uso de los gritos como en el canto limpio.

### Lanzamientos y fama mundial
En 2002 Silverstein firma con Victory Records y lanza el álbum When Broken Is Easily Fixed.
En 2005 la banda realiza la gira "Never sleep again" con bandas como Aiden, Hawthorne Heights y Bayside. Su canción "Smashed into pieces", primer sencillo, fue inmortalizada por el concursante de American Idol Ryan Hart el 31 de enero de 2006, la cual fue rechazada bruscamente por los jueces. Su segundo sencillo de "When broken is easily fixed", Giving Up, consiguió también un importante éxito.
En 2006 se da paso a la gira de apoyo a su segundo álbum con Victory Records, Discovering the Waterfront. En el mismo año aparece el álbum compilatorio 18 Candles: the Early Years, que recoge las canciones de los EP previamente publicados por Silverstein.
El 2007 la banda publica su álbum, Arrivals & Departures, el cual dio lugar a una nueva gira por Canadá, Estados Unidos, Japón y Europa.
Para el año 2008 lanzaron vía MySpace su último sencillo denominado Broken Stars el cual se confirmó formaría parte del siguiente disco de la banda, el cual salió el mercado para la primavera de 2009.
Asimismo la banda canadiense participó en la elaboración del compilatorio Punk Goes Pop 2 en el que se incluyen bandas de reconocida trayectoria como Alesana, Mayday Parade, Attack Attack!, Chiodos, entre otras. Silverstein colaboró para este disco con una versión de la canción "Apologize" de One Republic.

### A Shipwreck In The Sand(2009-2010)
En el 2009 la banda culminó las grabaciones de su disco titulado A Shipwreck In The Sand.
El álbum incluye 14 temas repartidos en capítulos en el que los integrantes intentan plasmar la su punto de vista respecto al contexto actual que vive el mundo, así como enviar mensajes de concientización a la gente acerca de lo que le está sucediendo al planeta y a la humanidad. Dicho material discográfico fue lanzado el 31 de marzo.
A finales de febrero del mismo año la banda decidió lanzar un nuevo adelanto del disco, mediante el sencillo "Vices". El sonido de esta canción retoma fuertemente la influencia del post-hardcore.
Además ante la cercanía del lanzamiento oficial del disco, su compañía discográfica, Victory Records, optó por publicar un pre-order del disco en tres versiones: La del disco solamente, una edición especial CD & DVD y una edición de lujo limitada (2000 copias solamente) que incluye: CD, DVD, camiseta y afiche. El DVD incluye según la disquera todo el repertorio de videos que el grupo ha realizado en su carrera.
Para la promoción de A Shipwreck in The Sand en Iberoamérica, realizaron una gira sudamericana la cual, incluyó países como Argentina, Chile, Perú, Colombia y Brasil. La primera fecha de su tour se llevó a cabo el 7 de febrero de 2009 en el Teatro La Mama en la ciudad de Bogotá, Colombia.
Luego continuó en tierras peruanas para participar en el Morrison Fest3. En dicho evento participaron bandas locales de post-hardcore, como Kendall, Eiana y Valerie Series, en la escena punk participaron bandas como 6 voltios, Chabelos, Difonia, entre otros. La gira culminó de manera satisfactoría.
A mediados y finales de 2009 la banda participó en algunas fechas del Vans Warped Tour 2009 que tradicionalmente se realiza en EE. UU. y en la compañía de excelentes bandas como Chiodos, Alesana y Blessthefall entre otras.

### Decade (Live at the El Mocambo)(2010)
En 2010, cumplieron su 10.º aniversario de carrera y por ello realizaron una presentación especial en el lugar donde surgió la banda, Toronto, Canadá en el mes de marzo en los días 18, 19, 20 y 21. El CD/DVD Decade se publicó el 8 de junio, el CD cuenta con 22 canciones y el DVD con dos horas de lo mejor de sus 4 conciertos y sus 10 videos oficiales incluyendo el nuevo video American dream el cual se lanzó en 18 de mayo.

### Rescue and Short Songs(2010-2012)
En julio de 2010, Shane anunció que ya tenían 15 canciones compuestas, han empezado las grabaciones y que a inicios de 2011 tendrían un nuevo disco en el mercado.
El 15 de noviembre de 2010 del Shane anunció que sacarían un nuevo E.P titulado "Transitions" que saldría el 7 de diciembre de 2010, también anunció que habían firmado con dos discográficas nueva que son Hopeless Records y Universal Music. Todo esto está en la página oficial de la banda.
También anunciaron que tendrían participación en el álbum "Take Action Volume 10" con el cual Silverstein tendrá de vocalista invitado a Ryan Key de Yellowcard y la canción se titulará "Stay Posi".
El 28 de marzo fue la premier de su segundo vídeo del álbum "Rescue" llamado "The Artist" que fue grabado en el concierto floor show por Robby Starbuck.
El 10 de junio presentaron el vídeo "Burning Hearts", que fue rodado en Canadá.
El 22 de septiembre del 2011 MTV Buzzworthy anunció la lista de temas del nuevo álbum Punk Goes Pop 4 en donde está incluido Silverstein y que realizaría una versión de Kanye West, el título de la canción es "Runaway". El álbum salió el 21 de noviembre.
El 17 de octubre de 2011, la banda subió un video en su canal de youtube sobre un nuevo álbum. Anunciaron que estaban en proceso de grabar un miniálbum llamado "Short Songs" con el productor Jordan Valeriote, el disco saldría el 7 de febrero de 2012. Silverstein anunció que "Short Songs" contendría 22 nuevas canciones y cada una duraría unos 90 segundos, 11 canciones están escritas por ellos y las otras 11 serían versiones de bandas que los influenciaron.
El primer día de diciembre de 2011, la banda dio a conocer dos canciones de su álbum "Short Songs", una de ellas es "SOS" y "Brookfield", también una versión de Green Day llamada "The Ballad of Wilhelm Fink" y otra de NOFX "It's My Job to Keep Punk Rock Elite" en la página PunkNews.
El 23 de enero de 2012 la banda publicó en Facebook y en Twitter su nuevo video "Brookfield" dirigido por Josh Bradford.

### This Is How The Wind Shifts(2013)
Es el séptimo álbum de estudio de Silverstein. La banda anunció que el álbum de estudio se titulaba This Is How The Wind Shifts y que sería lanzado el 5 de febrero de 2013 a través de Hopeless Records.
El 15 de febrero de 2013 fue publicado el vídeo lírico de la canción "Massachusetts".
El 8 de marzo de 2013, anunciaron que estarían tocando en el festival "Warped Tour 2013".
El 24 de septiembre de 2013, Silverstein anunció This Is How The Wind Shifts: Addendum, que contiene 2 canciones nuevas, entre ellas "I Will Illuminate", 3 canciones acústicas de la versión de lujo, una nota de voz de la canción "Arrivals" y una mezcla de las canciones "This Is How" y "The Wind Shifts".

### I Am Alive in Everything I Touch(2015-2016)
Silverstein anuncio para ese mismo año, el lanzamiento de su octavo y nuevo álbum de larga duración, el cual se titularía “I Am Alive In Everything I Touch“, y cuya salida se esperó en la primavera de ese año, el 19 de mayo, a través del sello Rise Records. El disco está dividido en cuatro capítulos y, según la propia banda, cada canción está registrada o simboliza una ciudad diferente, cada una de las cuales cae en una región distinta, incluyendo grabaciones reales en directo como transiciones entre ellas. La banda también explica que en este disco ellos pretendieron tener un sonido similar a sus discos "A Shipwreck in the Sand (2009)" y This "Is How the Wind Shifts(2013). Ellos continuaron con la tendencia de lanzar discos conceptuales e I Am Alive In Everything I Touch no era la excepción, el vocalista Shane Told explica:

Todas las ciudades en las que grabamos y las transiciones os aseguran que el concepto realmente funcionó: una historia de tristeza y soledad a pesar de estar rodeados de emoción. Le he puesto mucho de mí como en todos los discos que hemos hecho, pero algo es más real en este.

A veces me detengo y por momentos pienso, ¿esto va demasiado lejos? ¿Voy a decir algo de lo que me vaya a arrepentir? Y después de dar un paso atrás y pequeños recesos, decidí: necesito hacer esto.
 Shane Told (vocalista actual de la banda).

El video del primer sencillo “A Midwestern State Of Emergency” salió el 13 de enero del mismo año, bajo la dirección de Max Moore y producido por Nolan Cubero. Dando así a entender en cuanto a música, un aviso para todos sus fanes, de lo que vendría en este nuevo álbum.

### Dead Reflection(2016-2018)
El 13 de octubre de 2016, Silverstein anunció la transmisión de "Ghost" en SiriusXM. Más tarde ese día, lanzaron el video musical en YouTube y la canción en iTunes. Silverstein dijo en las redes sociales que el próximo álbum de estudio se lanzará en 2017.
El 18 de mayo de 2017, Silverstein lanzó el segundo sencillo del disco, "Retrograde", y también anunció la lista de canciones y el título del disco, "Dead Reflection", que fue lanzado el 14 de julio de 2017.
Dead Reflection se lanzó en todo el mundo el 14 de julio de 2017.

### Redux: The First Ten YearsyLIVE: When Broken 15 Easily Fixed(2018-2019)
A fines de 2018, Silverstein se embarcó en When Broken 15 Easily Fixed Tour, una gira que celebra el 15 aniversario del álbum debut de la banda, When Broken Is Easily Fixed, reproduciendo el álbum en su totalidad más un conjunto de grandes éxitos. La gira se realizaría en todo Estados Unidos y Canadá desde el 9 de noviembre de 2018 hasta el 31 de enero de 2019 con el apoyo de Hawthorne Heights, As Cities Burn y Capstan.
El 18 de febrero de 2019, Silverstein anunció un álbum retrospectivo titulado Redux: The First Ten Years, que presenta versiones recién grabadas de canciones seleccionadas de sus primeros cuatro álbumes de estudio. Fue lanzado el 12 de abril de 2019.
El 11 de noviembre de 2019, Silverstein anunció un álbum en vivo, LIVE: When Broken 15 Easily Fixed, que presenta versiones en vivo de las diez pistas del álbum debut de la banda, When Broken Is Easily Fixed, grabadas a lo largo de la gira When Broken 15 Easily Fixed de la banda. Este es el segundo álbum de larga duración autoeditado de Silverstein en 2019, después de Redux: The First Ten Years. Fue lanzado el 29 de noviembre de 2019.

### A Beautiful Place to Drown(2019-presente)
El 27 de junio de 2019, Silverstein lanzó un nuevo sencillo con el vocalista de Beartooth, Caleb Shomo, titulado "Burn It Down".
El 8 de enero de 2020, Silverstein lanzó otro sencillo titulado "Infinite", con el vocalista/baterista de Underoath, Aaron Gillespie, junto con el anuncio de su próximo álbum.
El 3 de marzo de 2020, la banda lanzó otro nuevo sencillo titulado "Madness", con Princess Nokia.
A Beautiful Place to Drown fue lanzado el 6 de marzo de 2020.

## Miembros
| Miembros actuales - Shane Told – voces, guitarras adicionales, piano, teclados (2000–presente); bajo (2000) - Josh Bradford – guitarra rítmica (2000–presente) - Billy Hamilton – bajo, coros (2000–presente) - Paul Koehler – batería (2000–presente) - Paul Marc Rousseau – guitarra principal, coros (2012–presente) | Miembros anteriores - Richard McWalter – guitarra principal, coros (2000–2001) - Neil Boshart – guitarra principal (2001–2012); coros (2001–2004) |

## Discografía
- When Broken Is Easily Fixed (2002)
- Discovering the Waterfront (2005)
- Arrivals & Departures (2007)
- A Shipwreck in the Sand (2009)
- Rescue (2011)
- Short Songs (2012)
- This Is How the Wind Shifts (2013)
- I Am Alive in Everything I Touch (2015)
- Dead Reflection (2017)
- A Beautiful Place to Drown (2020)
- Misery Made Me (2022)
- Antibloom (2025)
- Pink Moon (2025)